# پونگیه-ری
پونگیه-ری (به لاتین: Punggye-ri) یک منطقهٔ مسکونی در کره شمالی است که در شهرستان کیلجو واقع شده‌است.